# Palicourea amapaensis
Palicourea amapaensis är en måreväxtart som beskrevs av Julian Alfred Steyermark. Palicourea amapaensis ingår i släktet Palicourea och familjen måreväxter. Inga underarter finns listade i Catalogue of Life.